# Art Pepper
Arthur Edward Pepper, Jr. (Gardena, Los Ángeles, 1 de septiembre de 1925-15 de junio de 1982) fue un músico estadounidense de jazz, saxofonista alto, que tocaba también el tenor.
Es considerado uno de los principales representantes de la escena cool.

## Biografía
Comenzó su carrera musical en los años cuarenta tocando con Benny Carter y Stan Kenton. En los cincuenta, Pepper se convirtió en uno de los principales músicos del West Coast jazz, junto con Chet Baker, Gerry Mulligan, Shelly Manne y otros. 
Pepper nació en San Pedro, California, aunque vivió durante muchos años en las colinas de Echo Park, en Los Ángeles. Se convirtió en heroinómano en los años cuarenta y su carrera se vio interrumpida por varias sentencias de prisión relacionadas con las drogas en los años cincuenta y sesenta. A finales de los sesenta, estuvo en Synanon, dentro de un grupo de rehabilitación para ex drogadictos. Tras empezar una terapia con metadona a mediados de los setenta, Pepper pudo regresar a su carrera musical y grabó una serie de discos muy elogiados. Su autobiografía Straight Life: the Story of Art Pepper (1979), coescrita con su tercera mujer Laurie Pepper, es una excepcional exploración en el mundo del jazz y en las subculturas de las drogas y lo criminal de la California de mediados del siglo XX; ese libro fue traducido al español en 2011 como Una vida ejemplar, memorias de Art Pepper.
El documental Art Pepper: Notes from a Jazz Survivor, disponible en DVD, dedica mucho espacio a la música de unos de los últimos grupos en los que tocó, junto con el pianista Milcho Leviev. Ejemplos de los discos más famosos de Pepper son Art Pepper Meets the Rhythm Section, The Aladdin Recordings (tres discos), Art Pepper + Eleven - Modern Jazz Classics, Gettin' Together, and Smack Up. Música representativa de sus comienzos aparece en The Early Show, The Late Show, The Complete Surf Ride y The Way It Was!; y de su prolífico último periodo en The Living Legend, Art Pepper Today, Among Friends y Live in Japan: Vol. 2. Existe también una entrevista con Laurie Pepper disponible en NRP (ver aquí mismo los enlaces externos).

## Discografía

### Como líder
- 1951 Popo - w/ Shorty Rogers (Xanadu, 1980)
- 1952 The Early Show (Xanadu, 1976; reissued as A Night at the Surf Club, Vol. 1)
- 1952 The Late Show (Xanadu, 1980; reissued as A Night at the Surf Club, Vol. 2)
- 1952 Surf Ride (Savoy)
- 1952 Art Pepper: Sonny Redd (Savoy)
- 1953 Art Pepper Quartet: Volume 1 (Time Is)
- 1954 Art Pepper Quintet (Discovery)
- 1956 Val's Pal (VSOP)
- 1956 The Art Pepper Quartet (Tampa/OJC)
- 1956 The Artistry of Pepper (Pacific Jazz)
- 1956 Art Pepper with Warne Marsh (Victor; aka The Way it Was!, Contemporary)
- 1956 Chet Baker & Art Pepper "Playboys" (Pacific Jazz)
- 1957 Show Time (Japanese rel.)
- 1957 Art Pepper Meets the Rhythm Section (Contemporary/OJC)
- 1957 The Art of Pepper, Vol. 1–3 (Blue Note, VSOP)
- 1957 Mucho Calor (Much Heat) (Andex/VSOP/TOFREC)
- 1958 The Art Pepper: Red Norvo Sextet (Score)
- 1959 Art Pepper + Eleven - Modern Jazz Classics (Contemporary/OJC)
- 1959 Two Altos, con Sonny Red (Savoy)
- 1960 Gettin' Together (Contemporary/OJC)
- 1960 Smack Up (Contemporary/OJC)
- 1960 Intensity (Contemporary/OJC)
- 1962 Chet Baker & Art Pepper "Picture of Heath" (Pacific Jazz)
- 1963 Pepper/Manne (Charlie Parker)
- 1964 Art Pepper Quartet in San Francisco (1964) [live] (Fresh Sound)
- 1968 Art Pepper Quintet : Live at Donte's 1968 (1968) [live] (Fresh Sound)
- 1975 Garden State Jam Sessions [live] (Lone Hill Jazz)
- 1975 I'll Remember April : Live at Foothill College (Storyville)
- 1975 Living Legend (Contemporary/Original Jazz Classics)
- 1976 The Trip (Contemporary/OJC)
- 1977 A Night in Tunisia [live] (Storyville)
- 1977 Tokyo Debut [live] (Galaxy)
- 1977 No Limit (Contemporary)
- 1977 Thursday Night at the Village Vanguard [live] (Contemporary)
- 1977 Friday Night at the Village Vanguard [live] (Contemporary)
- 1977 Saturday Night at the Village Vanguard [live] (Contemporary)
- 1977 More for Les at the Village Vanguard [live] (Contemporary)
- 1977 San Francisco Samba [live] (Contemporary)
- 1978 Live in Japan, Vol. 1: Ophelia (Storyville)
- 1978 Live in Japan, Vol. 2 (Storyville)
- 1978 Among Friends (Discovery)
- 1978 Art Pepper Today (Original Jazz Classics)
- 1978 Birds and Ballads (Galaxy)
- 1979 So in Love (Artists House)
- 1979 New York Album (Original Jazz Classics)
- 1979 Artworks (Galaxy)
- 1979 Tokyo Encore [live] (Dreyfus)
- 1979 Landscape [live] (Galaxy/OJC)
- 1979 Straight Life (Galaxy/OJC)
- 1980 Winter Moon (Galaxy/OJC)
- 1980 One September Afternoon (Galaxy/OJC)
- 1980 Blues for the Fisherman con Milcho Leviev Live en el Ronnie Scott's London (TAA/Mole)
- 1981 Art Pepper with Duke Jordan in Copenhagen 1981 [live] (Galaxy)
- 1981 Art Lives (Galaxy)
- 1981 Roadgame [live] (Galaxy/OJC)
- 1981 Art 'n' Zoot (WestWind)
- 1981 Arthur's Blues (Original Jazz Classics)
- 1982 Goin' Home (Original Jazz Classics)
- 1982 Tête-à-Tête (Galaxy/OJC)
- 1982 Darn That Dream (Real Time)
- 1991 Art in L.A. (WestWind) - 2-CD set of two different sessions in 1957 and 1960.
- 2006 Summer Knows (Absord) - Japanese release from earlier sessions
- 2006-12 Unreleased Art, vols. 1-6. (Widow's Taste)

Con Chet Baker
- The Route (Pacific Jazz, 1956)
- Chet Baker Big Band (Pacific Jazz, 1956)
- Playboys (Pacific Jazz, 1956)

Con Jerry Fielding
- The Gauntlet (Soundtrack) (Warner Bros., 1977)

### Como sideman
- 1940-54 The Kenton Era (con Stan Kenton - Capitol
- 1943-47 Stan Kenton's Milestones (con Stan Kenton) - Capitol
- 1944-47 Stan Kenton Classics (con Stan Kenton) - Capitol
- 1947 A Presentation of Progressive Jazz, Encores (con Stan Kenton) - Capitol
- 1950 Innovations in Modern Music, Stan Kenton Presents (con Stan Kenton) - Capitol
- 1950-51 The Innovations Orchestra (con Stan Kenton) Capitol, 1950-51 [1997]
- 1953 Popular Favorites by Stan Kenton, This Modern World (con Stan Kenton) - Capitol
- 1953 The West Coast Sound (con Shelly Manne & His Men) - Contemporary
- 1953 Shorty Rogers and His Giants and Cool and Crazy (con Shorty Rogers) - RCA Victor
- 1956 Hoagy Sings Carmichael (con Hoagy Carmichael) - Pacific Jazz
- 1956 The Marty Paich Quartet featuring Art Pepper (con Marty Paich) - Tampa/VSOP
- 1959 Mr. Easy (con Jesse Belvin) - RCA
- 1959 Lady Lonely (con Toni Harper) - RCA
- 1959 Herb Ellis Meets Jimmy Giuffre (con Herb Ellis y Jimmy Giuffre) - Verve
- 1959 Some Like It Hot (con Barney Kessel) - Contemporary
- 1960 The Subterraneans (Soundtrack) (con André Previn) - MGM
- 1960 Night Mood (con Toni Harper) - RCA
- 1968 Mercy, Mercy (con Buddy Rich) - Pacific Jazz
- 1976 On the Road (con Art Farmer) - Contemporary
- 1979 California Hard Xanadu Records (con Dolo Coker)
- 1978: Birds and Ballads (con Johnny Griffin)
- 1979 Very R.A.R.E. Trio (Japan) (con Elvin Jones)
- 1980 Blues for the Fisherman (con Milcho Leviev) - [Live] Mole
- 1980 True Blues (con Milcho Leviev) - [Live] Mole
- 1981 Mistral (con Freddie Hubbard)
- 1982 Richie Cole And... Return to Alto Acres (con Richie Cole) - Palo Alto